# Čovek koji je otkrio Evropu
Čovek koji je otkrio Evropu je 7. epizoda strip edicije Marti Misterija. U SR Srbiji, tada u sastavu SFRJ, ova epizoda je objavljena prvi put u januaru 1984. godine kao vanredno izdanje Lunov magnus stripa #7. u izdanju Dnevnika iz Novog Sada. Cena sveske bila je 60 dinara (1,55 DEM; 0,58 $). Ovo je 1. deo duže epizode koja se nastavila u vanrednom izdanju LMS #8 pod nazivom Izvor mladosti.

## Marti Misterija kao posebno izdanje LMS
U vreme kada je ova epizoda objavljena prvi put u bivšoj Jugoslaviji, Marti Misterija je još uvek izlazio kao posebno izdanje LMS smenjujući se sa stripom Đil (koji je kasnije prestao da izlazi). Ovo smenjivanje je bilo pravilo kako na naslovnoj strani, tako i u pogledu redosleda epizoda. Na jednoj svesci bi na naslovnoj strani bio Đil, a na drugoj Marti Misterija. U jednom broju bi prvi strip bio Đil, a u narednoj Marti Misterija. Đil se na naslovnoj strani smenjivao sa Marti Misterijom sve samo u prvih 11. brojeva. Nakon toga je prestao da izlazi, ali je MM i dalje izlazio na povećanom broju strana sa raznim manje popularnim strip junacima. Tek od #36. se u izdanju pojavljuje samo po jedna epizoda Marti Misterije.

### Dužina sveske
Cela sveska #7 imala je ukupno 198 strana, dok se ova epizoda nalazila na stranama 132-194. Prethodno je završena prethodna epizoda Marti Misterije koja je započela u #6 Zločin u praistoriji (str. 99-131). Na početku sveske nalazila se epizoda Đila pod nazivom Atomski samuraji (str. 3-98). Ova epizoda nastavlja se u #8 pod nazivom Izvor mladosti.

### Brojevi VLMS u kojima je objavljena
Ova epizoda podeljena je u tri sveske VLMS pod sledećim naslovima:
-#7: Čovek koji je otkrio Evropu (str. 132-194)
-#8: Izvor mladosti (str. 3-98)
-#9: Izvor mladosti, nastavak (str. 99-130)

### Originalne naslovne stranice
Originalne naslovnice za 1. i 3. deo ove epizode se nikada nisu pojavile u bivšpj Jugoslaviji. Umesto njih, na Vanrednog izdanja LMS #7 i #9 bio je Đil u skladu sa politikom smenjivanja junaka na naslovnim stranama koja je vlada u prvih 12 brojeva vanrednog izdanja LMS.

## Originalna epizoda
Premijerno je objavljena 01. oktobra 1982. u Italiji pod nazivom L'uomo che scopri l'Europa za izdavačku kuću Boneli (Italija). Imala je 64 strane. Cena je bila 800 lira ($0,51; 1,25 DEM). Epizodu su nacrtali Franko Binjoti (Franco Bignotti) poznat i po straipovima o Zagoru i Malom rendžeru, a scenario je napisao Alfredo Kasteli. Naslovnu stranu nacrtao je Đankarlo Alesandrini.

## Kratak sadržaj
Prolog. Godine 1140. u blizini španske obale, kod grada Cadiza (Kadisa), ribari izvlače polumrtvog brodolomca crvene boje kože. Našavši kod njega tekstove na latinskom jeziku, odluče ga predati crkvi. Kasnije se ispostavlja da se radilo o Indijancu koga je u Evropu iz Amerike (tada još nepoznatu Evropljanima) poslao Papa Ivan, koji je prvi otkrio Ameriku stigavši u Floridu u 12. veku. U dokumentima koje nosi Indijanac opisuje se i položaj izvora mladosti pod nazivom Akradija kojeg je otkrio papa Ivan. Katolička crkva je ove dokumente sakrila od javnosti i držala u tajnim arhivama.
Glavna priča. Martijev prijatelj fon Hansen (75 godina) je u Vatikanskim arhivama slučajno pronašao dokumente o legendarnom izvoru mladosti, koji se nalazi na Floridi. Marti i fon Hansen kreću u potragu, ali moraju da se izbore sa bogatašem Henrijem De Leonom (90 godina), koji je rešio da pre drugih stigne do izvora.

## Inspiracija realnim likovima
U ovoj epizodi se prvi put pojavljuje Vinsent fon Hansen. Njegov lik inspirisan je Viktorom fon Hagenom, poznatim arheologom.

## Reprize ove epizode
U Srbiji je ova epizoda reprizirana u knjizi #2 kolekcionarske edicije Biblioteka Marti Mistrija koju je objavio Veseli četvrtak, 30.4.2015.

## Prethodna i naredna sveska vanrednog izdanja LMS
Prethodna sveska nosila je naziv Zločin u praistoriji (#6), a naredna Izvor mladosti (#8).